# Little Mix
Little Mix est un girl group anglais composé de Perrie Edwards, Jade Thirlwall et Leigh-Anne Pinnock, réduit à trois après que Jesy Nelson ait quitté le groupe pour raison de santé mentale (décembre 2020). Elles se font connaître en devenant le premier groupe à remporter l'émission britannique The X Factor en 2011. Leur style musical est principalement pop, dance-pop et RnB, avec des influences de tropical house, pop latino et électro. Leurs textes abordent les thèmes du féminisme et de l'empowerement, du body positive et des droits LGBT.
Au Royaume-Uni, le groupe classe cinq singles en première position des classements : une reprise de Cannonball, ainsi que ses compositions Wings, Black Magic, Shout Out to My Ex et Sweet Melody. Le groupe classe également ses six albums DNA, Salute, Get Weird, Glory Days, LM5 et Confetti au top 5 du classement UK Albums Chart. Leur premier album, DNA , est le premier album d'un girl group à être le mieux classé dans le Billboard 200.
En 2021, leurs chansons passent 100 semaines dans le top 10 du classement UK Singles Chart et plus de 65 millions de disques sont vendus, ce qui en fait l'un des plus grands groupes féminins — et groupe tout court — de tous les temps. La même année, Little Mix remporte un Brit Award, une première pour un groupe féminin, et entre au musée de cire de Madame Tussauds pour le dixième anniversaire de la formation. Le groupe est récompensé de trois Brit Awards, sept MTV Europe Music Awards, deux Teen Choice Awards, un IHeartRadio Music Awards, deux Radio Disney Music Awards, ainsi que deux Japan Gold Disc Awards et six Global awards. Selon l'annuaire mondain Debrett's Peerage, les chanteuses de Little Mix sont classées parmi les personnalités les plus influentes du Royaume-Uni.

## Histoire

### 2011 - 2012: formation etThe X Factor

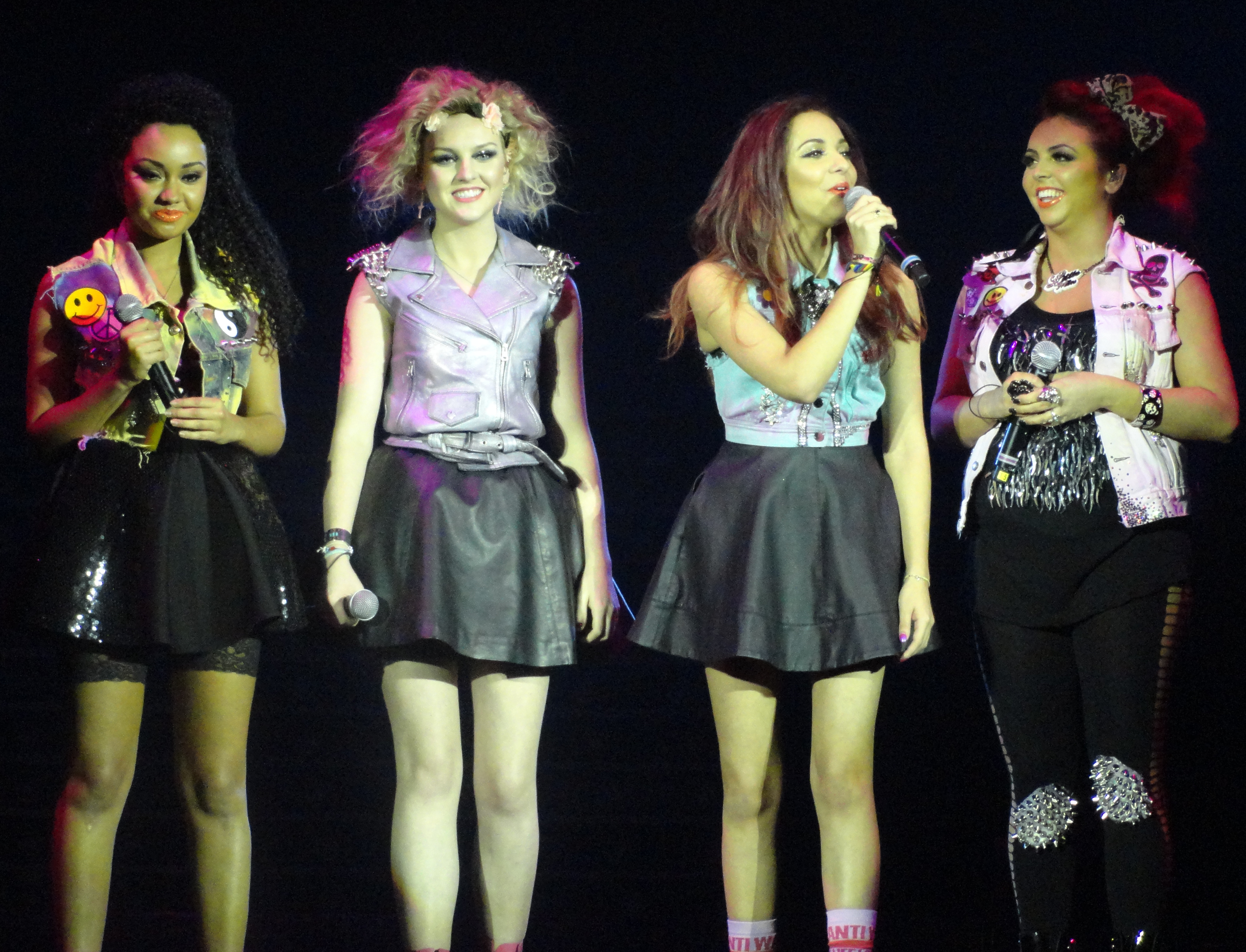
Les Little Mix lors de la tournée The X-Factor en 2012

En 2011, Perrie Edwards, Leigh-Anne Pinnock, Jade Thirlwall et Jesy Nelson, auditionnent individuellement lors de la huitième saison de l'émission britannique The X Factor, devant les juges Louis Walsh, Gary Barlow, Tulisa et Kelly Rowland mais échouent lors du passage du bootcamp (camp d'entraînement),,. Elles ont la chance de continuer l'émission en formant deux groupes distincts ; Perrie Edwards et Jesy Nelson forment « Faux-Pas » tandis que Leigh-Anne Pinnock et Jade Thirlwall forment « Orion ». Les deux groupes échouent mais les juges décident de les réunir ensemble et elles se nomment Rhythmix afin de continuer l'aventure dans l'équipe de Tulisa, vers la maison des juges,. Fin octobre 2011, elles sont obligées de changer le nom du groupe après un différend avec une organisation caritative du même nom,. Un porte-parole de l'émission déclare : « À la demande de l'organisation caritative Rhythmix, les membres du groupe de filles décident de changer de nom, une décision qui a le soutien de Syco et de TalkbackTHAMES ». Le groupe décide d'effectuer ce changement, sans obligation légale de le faire, afin d'éviter toute difficulté à l'organisme de bienfaisance. Le 28 octobre 2011, il est annoncé que le nouveau nom du groupe est « Little Mix ». Le 11 décembre, elles sont annoncées gagnantes et c'est la première fois pour un groupe dans la version britannique de l'émission. Leur premier single est une reprise du titre Cannonball de Damien Rice et sort en téléchargement le 11 décembre 2011 et en CD le 14 décembre 2011.
| Show             | Choix de chanson                                                  | Choix de chanson                                                  | Choix de chanson                                                  | Choix de chanson                                                  | Thème                          | Résultat                                     |
| Show             | Perrie Edwards                                                    | Jesy Nelson                                                       | Leigh-Anne Pinnock                                                | Jade Thirlwall                                                    | Thème                          | Résultat                                     |
| ---------------- | ----------------------------------------------------------------- | ----------------------------------------------------------------- | ----------------------------------------------------------------- | ----------------------------------------------------------------- | ------------------------------ | -------------------------------------------- |
| Auditions        | You Oughta Know                                                   | Bust Your Windows                                                 | Only Girl (In the World)                                          | I Want to Hold Your Hand                                          | Choix libre                    | Passage au bootcamp                          |
| Bootcamp 1       | Breakeven                                                         | Price Tag                                                         | Price Tag                                                         | Firework                                                          | Bootcamp challenge             | Passage à la catégorie des groupes           |
| Bootcamp 2       | Survivor (avec Faux Pas)                                          | Survivor (avec Faux Pas)                                          | Yeah 3x(avec Orion)                                               | Yeah 3x(avec Orion)                                               | Choix libre                    | Regroupement / passage à la maison des juges |
| Maison des juges | Big Girls Don't Cry                                               | Big Girls Don't Cry                                               | Big Girls Don't Cry                                               | Big Girls Don't Cry                                               | Choix libre                    | Passage aux prestations en direct            |
| Maison des juges | Cry Me a River                                                    |                                                                   |                                                                   |                                                                   | Choix libre                    | Passage aux prestations en direct            |
| Live 1           | Super Bass                                                        | Super Bass                                                        | Super Bass                                                        | Super Bass                                                        | Grande-Bretagne vs. États-Unis | Sauvés par Tulisa Contostavlos               |
| Live 2           | I'm Like a Bird                                                   | I'm Like a Bird                                                   | I'm Like a Bird                                                   | I'm Like a Bird                                                   | Amour et chagrin d'amour       | 4e                                           |
| Live 3           | Tik Tok/Push It                                                   | Tik Tok/Push It                                                   | Tik Tok/Push It                                                   | Tik Tok/Push It                                                   | Rock                           | 6e                                           |
| Live 4           | E.T.                                                              | E.T.                                                              | E.T.                                                              | E.T.                                                              | Halloween                      | 2e                                           |
| Live 5           | Don't Stop the Music                                              | Don't Stop the Music                                              | Don't Stop the Music                                              | Don't Stop the Music                                              | Dancefloor                     | 4e                                           |
| Live 6           | Telephone/Radio Ga Ga                                             | Telephone/Radio Ga Ga                                             | Telephone/Radio Ga Ga                                             | Telephone/Radio Ga Ga                                             | Lady Gaga vs. Queen            | 3e                                           |
| Live 7           | Don't Let Go (Love)                                               | Don't Let Go (Love)                                               | Don't Let Go (Love)                                               | Don't Let Go (Love)                                               | Films                          | 1er                                          |
| Live 8           | Baby/Where Did Our Love Go                                        | Baby/Where Did Our Love Go                                        | Baby/Where Did Our Love Go                                        | Baby/Where Did Our Love Go                                        | Plaisirs coupables             | 2e                                           |
| Live 8           | Beautiful                                                         | Beautiful                                                         | Beautiful                                                         | Beautiful                                                         | Héros                          | 2e                                           |
| Demi-finale      | You Keep Me Hangin' On                                            | You Keep Me Hangin' On                                            | You Keep Me Hangin' On                                            | You Keep Me Hangin' On                                            | Motown                         | 1er                                          |
| Demi-finale      | If I Were a Boy                                                   | If I Were a Boy                                                   | If I Were a Boy                                                   | If I Were a Boy                                                   | Chansons pour aller en finale  | 1er                                          |
| Finale           | You've Got the Love                                               | You've Got the Love                                               | You've Got the Love                                               | You've Got the Love                                               | Choix libre                    | 1er                                          |
| Finale           | If I Ain't Got You/Empire State of Mind(avec Tulisa Contostavlos) | If I Ain't Got You/Empire State of Mind(avec Tulisa Contostavlos) | If I Ain't Got You/Empire State of Mind(avec Tulisa Contostavlos) | If I Ain't Got You/Empire State of Mind(avec Tulisa Contostavlos) | Duo avec son mentor            | 1er                                          |
| Finale           | Don't Let Go (Love)                                               | Don't Let Go (Love)                                               | Don't Let Go (Love)                                               | Don't Let Go (Love)                                               | Performance préférée           | Gagnant (1er)                                |
| Finale           | Silent Night                                                      | Silent Night                                                      | Silent Night                                                      | Silent Night                                                      | Noël                           | Gagnant (1er)                                |
| Finale           | Cannonball                                                        | Cannonball                                                        | Cannonball                                                        | Cannonball                                                        | Premier single                 | Gagnant (1er)                                |

### 2012 - 2013:DNAet réussite internationale

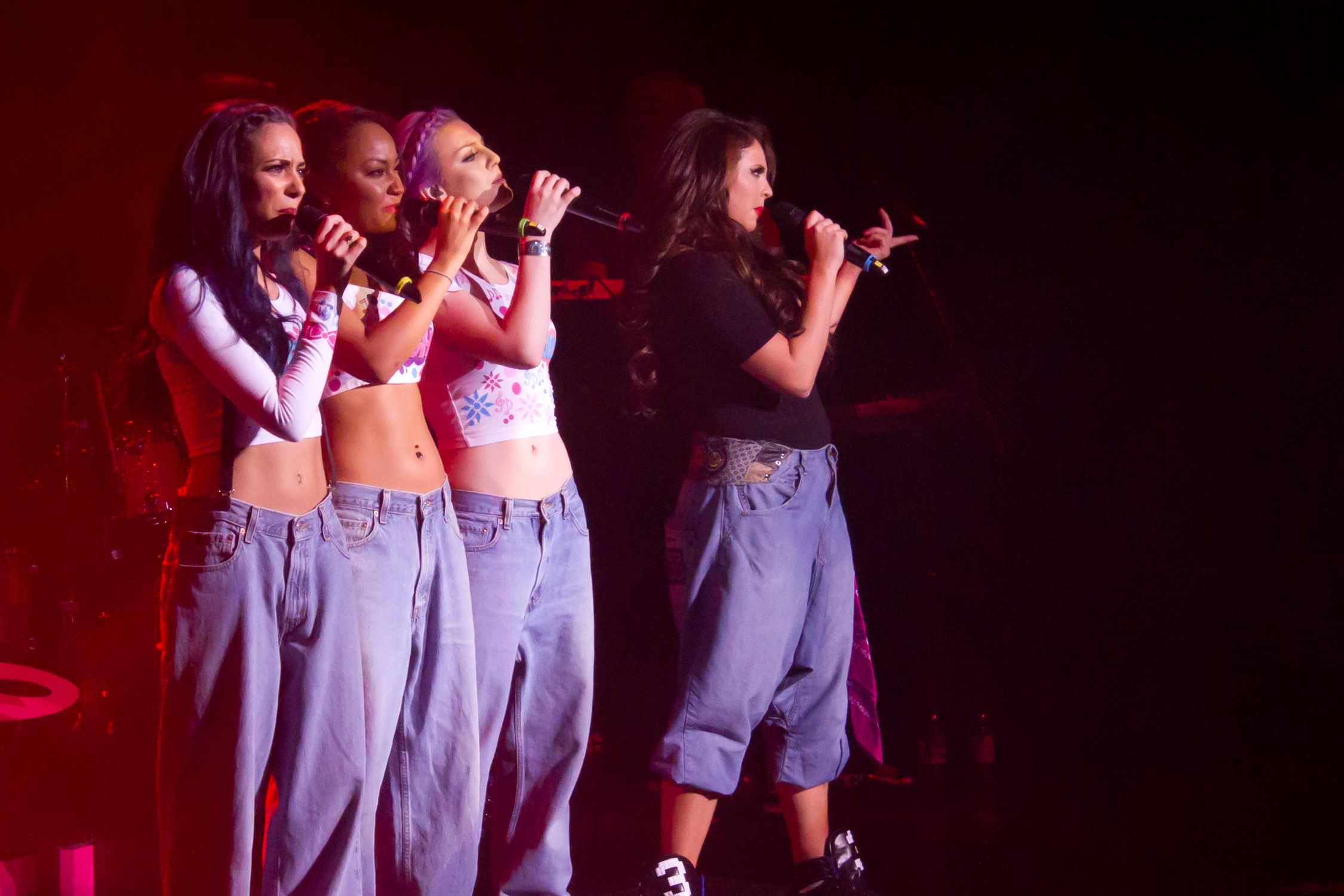
Les Little Mix lors d'un concert en 2013 pendant leur tournée DNA Tour

Le 25 janvier 2012, Little Mix fait une apparition aux National Television Awards et interprète la chanson Don't Let Go (Love) du groupe En Vogue. Elles accompagnent également les juges Gary Barlow et Tulisa sur scène pour recevoir le prix Best Talent Show, remporté par l'émission The X Factor. Avant la sortie de leur premier single, le groupe reprend une version a cappella de End of Time de Beyoncé et l'a mise en ligne sur YouTube ; la reprise est saluée par le public, notamment pour les impressionnantes harmonies du groupe. Plus tard, le groupe publie une autre reprise, cette fois en acoustique de la chanson We Are Young de Fun et Janelle Monáe, qui reçoit encore des commentaires positifs. Le 1er juin, un extrait de leur premier single Wings est diffusé en avant-première dans l'émission Alan Carr : Chatty Man avant sa sortie officielle en août.
Leur premier single est interprété pour la première fois sur scène lors du festival « T4 on the Beach » en 2012. Le single se place à la première place du UK Singles Chart. Le 31 août 2012, l'autobiographie du groupe, intitulée « Ready to Fly », paraît chez HarperCollins. Nicola Roberts a co-écrit un morceau intitulé « Going Nowhere » qui apparaît sur leur premier album, DNA, sorti en novembre 2012. Ce dernier atteint la troisième place des classements en Irlande et au Royaume-Uni. Un deuxième single, du nom homonyme, est diffusé en octobre et le groupe signe un contrat avec la maison de disque Columbia Records en janvier 2013,. Le 3 février 2013, Change Your Life, le troisième single de l'album, est diffusé et se classe à la 12e place du UK Singles Chart. Le 4 mars 2013, il est annoncé que How Ya Doin'? est le quatrième et dernier single promotionnel de l'album.

### 2013 - 2014:Salute

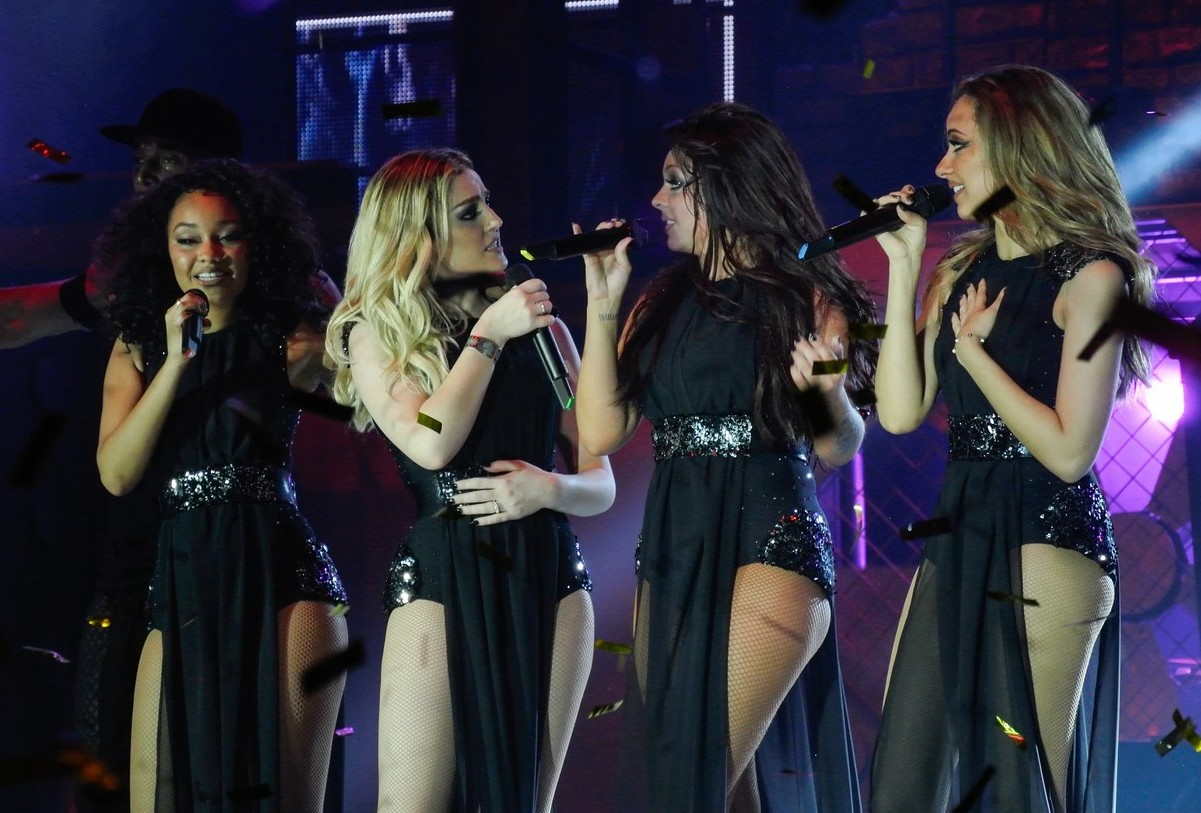
Les Little Mix pendant leur tournée The Salute Tour en 2014

En mars 2013, Little Mix commence sa première campagne promotionnelle aux États-Unis. Dans une interview avec Digital Spy, elles déclarent vouloir que leur deuxième album ait un son plus RnB. Jesy Nelson ajoute : « Personnellement, je veux y mettre beaucoup plus de choses dansantes. Comme dans, une des chansons qui passe dans une discothèque et qui vous donne envie de danser. Pas un son à la David Guetta, mais dans le style de Eve et Gwen Stefani dans Let Me Blow Ya Mind ». Elles révèlent également qu'elles se préparent à écrire pour le nouvel album dans les mois à venir. Le 4 octobre, le groupe annonce que leur deuxième album s'appelle Salute et est disponible en pré-commande le 7 octobre, il est sort le 11 novembre 2013 au Royaume-Uni et est disponible aux États-Unis le 4 février 2014.
Le 23 septembre 2013, Move est diffusée pour la première fois sur BBC Radio 1. Little Me est choisi comme deuxième single. Le 21 novembre 2013, les filles révèlent via un message vidéo sur YouTube qu'elles ont décidé de le sortir comme single parce qu'il a beaucoup de sens pour elles et qu'il est écrit en pensant à leurs fans. Le 5 avril 2014, le titre Salute est publié comme troisième single. Il est diffusé sur les radios britanniques le 28 avril 2014. Le clip officiel est présenté en avant-première le 2 mai 2014 sur YouTube. Le groupe annonce les dates de sa deuxième tournée de concerts, The Salute Tour. La tournée débute le 16 mai 2014 à Birmingham, en Angleterre et se termine le 27 juillet 2014 à Scarborough. La partie nord-américaine de la tournée, prévue en septembre 2014, est annulée car elles souhaitent travailler sur leur prochain album.

### 2015 - 2016:Get Weird

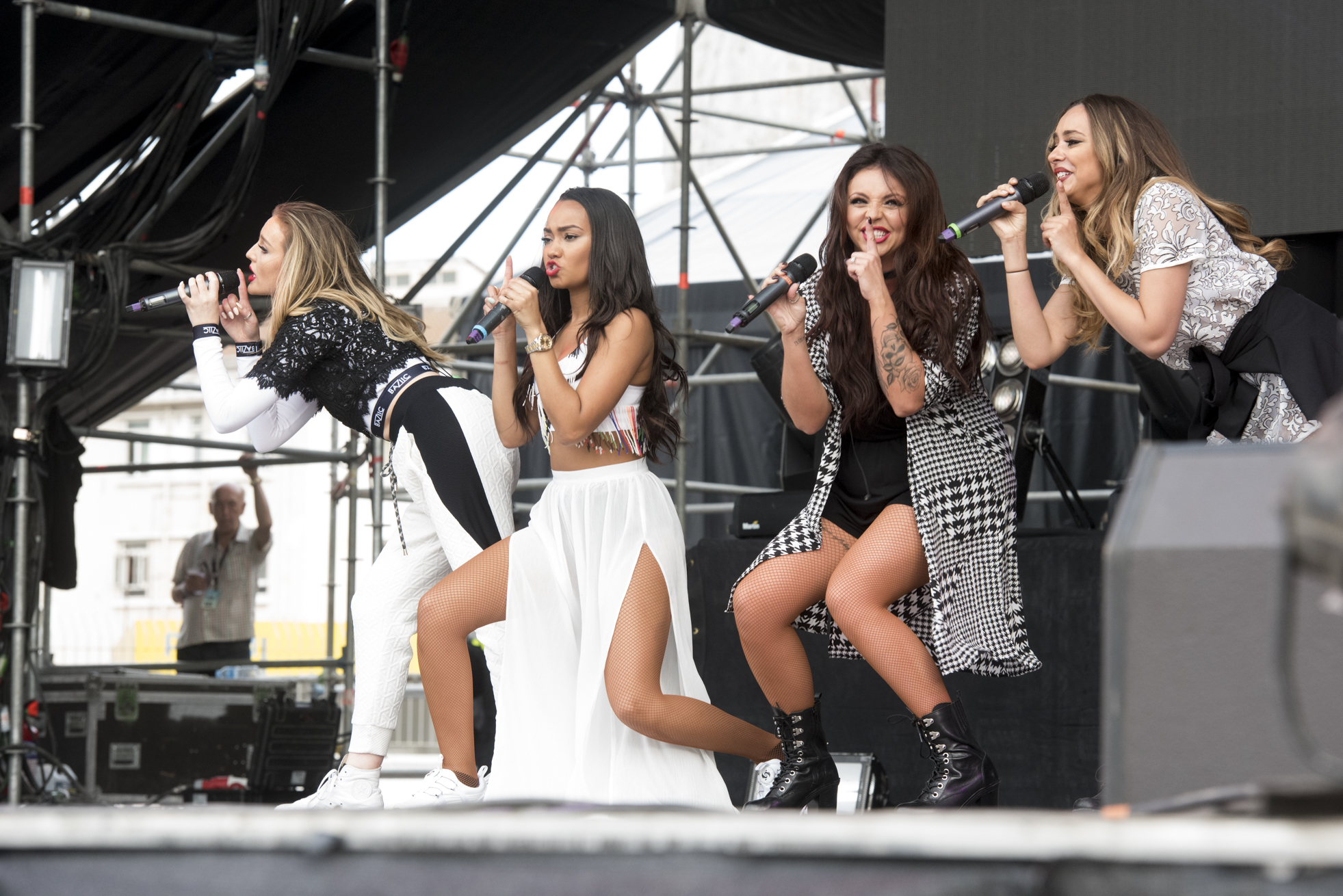
Les Little Mix performant au Gibraltar Music Festival à Gibraltar.

Lors de la cérémonie des Brit Awards 2015, le groupe confirme que l'album est terminé, le décrivant comme « ayant un tout nouveau son » et que la sortie est prévue dans le courant de l'année. Après avoir écrit plus de 100 chansons pour leur album, en mai 2015, Little Mix publie le single principal Black Magic. La chanson se classe directement à la première place au Royaume-Uni et reste en tête du classement pendant trois semaines, devenant le premier single d'un groupe de filles à le faire depuis About You Now des Sugababes en octobre 2007,. Par ailleurs, elles ont coécrit le single Pretty Girls de Britney Spears, sorti en mai 2015. Le 15 juillet 2015, sur Twitter, il est annoncé que leur troisième album s'intitule Get Weird avec une date de sortie mondiale fixée le 6 novembre 2015.
Elles se produisent au Gibraltar Music Festival le 5 septembre 2015, un festival de musique annuel organisé à Gibraltar. Le 25 septembre, Love Me Like You est désigné comme étant le deuxième single, qui est sorti uniquement au Royaume-Uni, en Irlande, en Australie et en Nouvelle-Zélande. Le 5 décembre, Il est annoncé que Secret Love Song, en collaboration avec le chanteur américain Jason Derulo, sera le troisième single de l'album. Le 13 mars 2016, Little Mix entame sa tournée The Get Weird Tour afin de promouvoir l'album. Le 11 avril 2016, Hair est le quatrième single de l'album et le groupe annonce qu'il est chanté avec l'artiste jamaïcain Sean Paul.

### 2016 - 2018:Glory Days

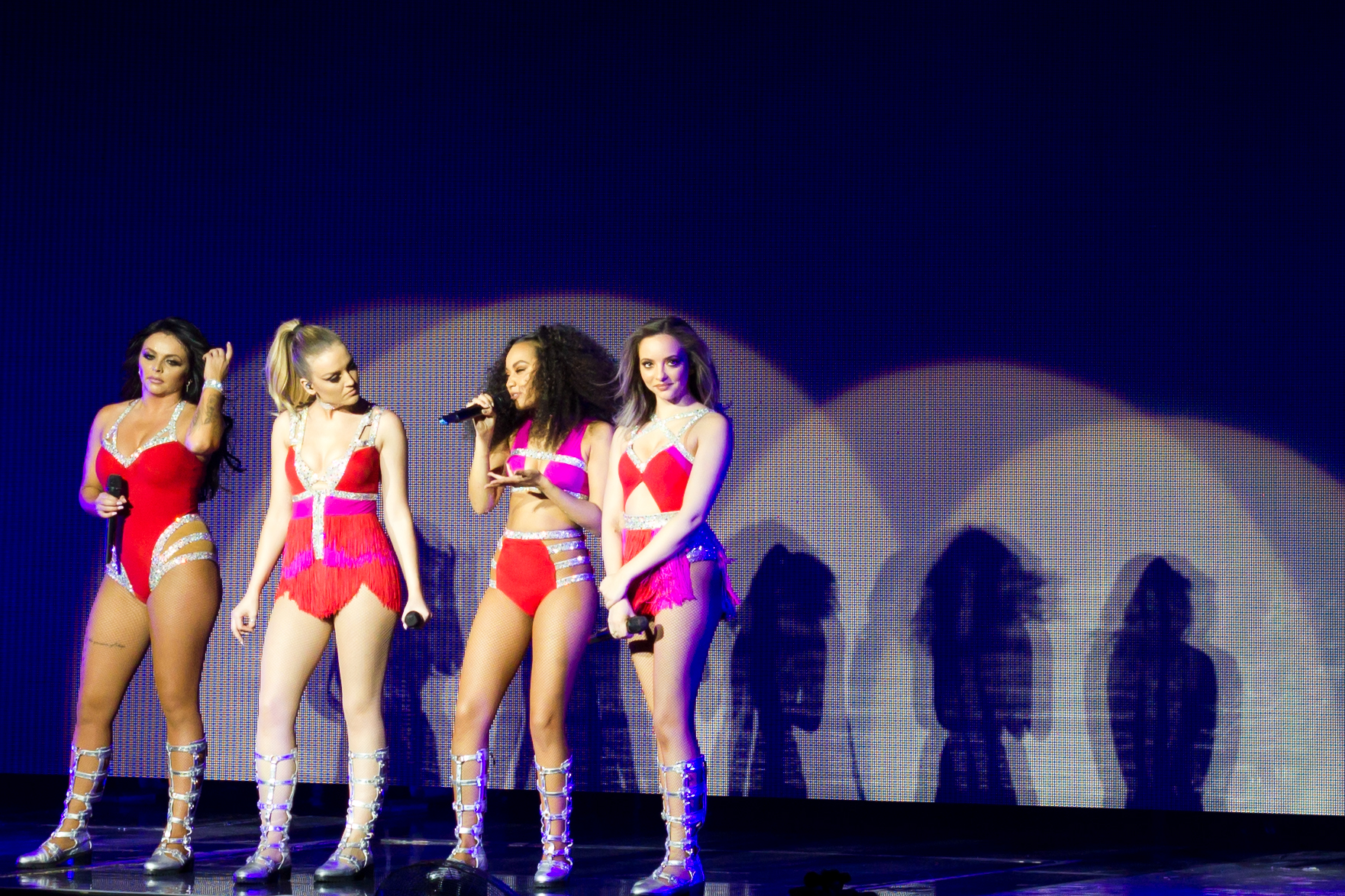
Little Mix en concert pour leur tournée Get Weird en 2016.

Lors d'une interview au V Festival de Chelmsford, le groupe annonce que le premier extrait de son quatrième album studio sort en octobre 2016. Le 13 octobre 2016, il est annoncé que le titre de la chanson est Shout Out to My Ex et que leur quatrième album studio s'appelle Glory Days. Le single est interprété le 16 octobre 2016, lors de leur passage dans l'émission The X Factor.
Glory Days est commercialisé le 18 novembre 2016 se positionne à la première place du classement des albums au Royaume-Uni, devenant le premier album numéro un du groupe et le huitième groupe de filles de l'histoire à atteindre cette place. L'album se vend à plus de 96 000 exemplaires la première semaine, ce qui représente les meilleures ventes en première semaine depuis les Spice Girls en 1997 et depuis Survivor de Destiny's Child en 2001.
Le 5 décembre 2016, Touch est publié comme deuxième single de l'album et est lancé le 18 décembre 2016. De février à avril 2017, le groupe effectue la première partie de la tournée Dangerous Woman Tour d'Ariana Grande en Amérique du Nord. Leur tournée The Glory Days Tour débute le 24 mai 2017 en Europe. Un remix de leur chanson Power, comprenant un couplet avec Stormzy, sort le 26 mai 2017 comme quatrième single. En août 2017, Little Mix collabore sur une version remixée de la chanson Reggaetón Lento de CNCO. En février 2018, Pinnock annonce que le groupe travaille sur son cinquième album, dont la sortie est prévue en 2018, et qu'une tournée accompagne l'album. Le 14 juin 2018, une chanson en duo entre le groupe et Cheat Codes, Only You, est annoncée et sort quelques jours plus tard. Woman Like Me, le single principal du cinquième album studio LM5, en duo avec la rappeuse trinidadienne Nicki Minaj est sorti le 12 octobre 2018. Après la sortie de Woman Like Me, Little Mix est mêlé dans une querelle entre Cardi B et Nicki Minaj. Le 30 octobre 2018, le groupe aborde la situation dans un tweet en expliquant que les deux rappeuses ont été approchées par leur label pour travailler sur la chanson, mais que Minaj a répondu en premier. Elles ont aussi déclaré « Nous sommes allés vers Nicki parce que comme nous l'avons dit et répété pendant des années, c'était un rêve pour nous de travailler avec elle depuis le début ».

### 2018 - 2019:LM5

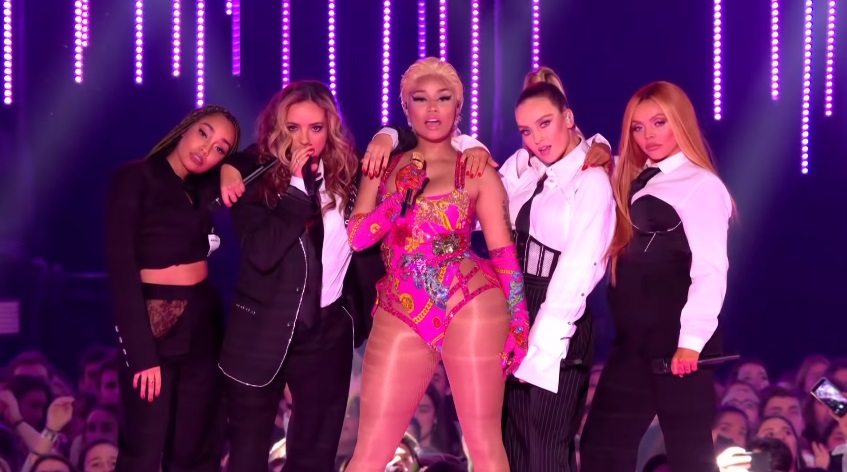
Little Mix et Nicki Minaj sur la scène des MTV Europe Music Awards 2018.

Le 2 novembre 2018, le groupe publie Joan of Arc comme premier single promotionnel de leur cinquième album LM5. Une semaine plus tard, Told You So apparaît comme étant le deuxième single promotionnel de l'album. Il est annoncé que le groupe se sépare de la maison de disques Syco Music, car le label ne travaille plus avec la société de gestion du groupe. LM5 est commercialisé le 16 novembre 2018 sous les labels RCA et Columbia Records. Le 13 novembre 2018, Little Mix s'associe à Apple Music pour une performance exclusive à Londres, comprenant de nouveaux titres de leur album. Le même jour, The Cure sort comme troisième et dernier single promotionnel de l'album. Parallèlement à la sortie de l'album, les clips musicaux des titres Strip et More Than Words sont également diffusés.
Elles chantent Think About Us lors de leur passage dans l'émission The Graham Norton Show, le 14 décembre 2018. Un mois plus tard, une version remixée avec le rappeur américain Ty Dolla Sign de la chanson est diffusée. Leur sixième tournée, LM5 : The Tour, débute le 16 septembre 2019 en Espagne et s'est terminée le 22 novembre 2019. Quelques jours avant la fin de la tournée, le groupe annonce leur premier single de Noël, intitulé One I've Been Missing. La chanson a est diffusée le 22 novembre 2019.

### 2020:Confettiet le départ de Jesy Nelson
En mars 2020, Pollstar, une publication commerciale pour l'industrie du concert, publie son classement des 50 artistes féminines ayant vendues le plus de billets de concerts entre 2000 et 2019 : les Little Mix sont placées en deuxième position, derrière les Spice Girls, ayant récolté la somme de 94 millions de dollars après avoir vendu plus de 1,7 million de billets de concerts.
Le 27 mars, le girls band sort le premier single de leur sixième album, intitulé Break Up Song. Il s'agit de leur tout premier single sorti sous la direction de leur nouvelle maison de disques, RCA. Alors qu'elles devaient promouvoir leur single un peu partout, tout a été annulé en raison de la pandémie de Covid-19. Le 8 mai, elles sortent le clip, tourné depuis chez elles, en raison du confinement.
Le 24 juillet, elles sortent le deuxième single, intitulé Holiday. Début octobre, elles sortent deux singles promotionnels, intitulés Not a Pop Song et Happiness, avant de sortir le troisième single officiel, intitulé Sweet Melody, le 23 octobre qui aura plus de succès que les précédents.
Le 6 novembre, elles sortent leur sixième album, intitulé Confetti. Le groupe fait la promotion de l'album à travers le Royaume-Uni, et présente même les MTV Europe Music Awards le 8 novembre, tout en continuant leur émission, Little Mix: The Search. Jesy Nelson ne participe pas à la promotion de l'album, ni même à la présentation des EMA, ou encore leur émission de télévision, suscitant donc les soupçons et inquiétudes des fans du groupe. Le 17 novembre, son manager annonce qu'elle a décidé de faire une pause dans sa carrière musicale pour des raisons de santé.
Le 21 et 22 novembre, un film documentaire sur leur tournée LM5 Tour est sorti au cinéma à travers le monde. Le 25 novembre, elles sortent un single en featuring avec le DJ britannique, Nathan Dawe, intitulé No Time For Tears.
Le 14 décembre, après plus d'un mois et demi de silence, Jesy Nelson annonce via un communiqué qu'elle quitte définitivement le groupe pour des raisons de santé mentale.

### 2021: le trio etBetween Us

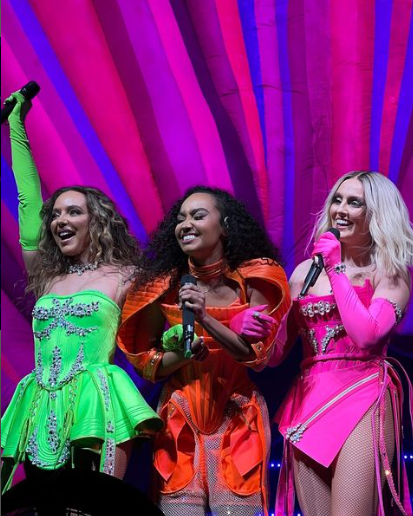
Les Little Mix à Leeds lors de leur dernière tournée en 2022.

En raison de la pandémie de Covid-19, les Little Mix annoncent le 8 février 2021 qu'elles reportent leur tournée Confetti Tour au printemps 2022. En mars, elles font la couverture du magazine Glamour, marquant ainsi la première fois que le groupe se présente en trio. Elles remportent également le prix de Game Changers in Music lors des Glamour Awards. Le 30 avril, elles sortent la version remix de Confetti en featuring avec la rappeuse américaine Saweetie. En mai, elles remportent le prix du Meilleur groupe lors des Global Awards, puis elles deviennent le premier groupe féminin à remporter le prix du Meilleur groupe britannique lors des Brit Awards.
Le 20 mai, elles sortent un single inédit, intitulé Heartbreak Anthem en collaboration avec David Guetta et Galantis - marquant ainsi le premier single en tant que trio. Par la suite, elles collaborent avec la chanteuse britannique Anne-Marie sur un morceau qui s'intitule Kiss My (Uh Oh), qui figure sur son deuxième album, intitulé Therapy - sorti le 23 juillet 2021.
En juillet 2021, le musée de cire Madame Tussauds met en exposition quatre statues de cire du groupe, représentants leurs looks et poses du clip Bounce Back afin de fêter les dix ans du groupe. Le 19 août 2021, le trio annonce que le 12 novembre 2021, elles sortent leur premier album best-of - intitulé Between Us, qui contient leurs dix-huit meilleures chansons ainsi que cinq chansons inédites pour marquer les dix ans du groupe,. Le 3 septembre, elles sortent le premier single officiel, intitulé Love (Sweet Love).
En décembre le groupe annonce qu’après une tournée au printemps 2022 le groupe fait une pause pour une durée indéterminée afin de se concentrer sur leurs projets personnels.

## Influences
Little Mix est principalement un groupe pop, RnB et dance-pop. Leurs chansons comportent également des influences d'autres genres comme tropical house, Pop latino et Electro. Les membres possèdent toutes une gamme vocale soprano de trois octaves.
Perrie Edwards cite Christina Aguilera, Whitney Houston, Mariah Carey, Michael Jackson et Steve Perry du groupe de rock américain Journey comme ses influences musicales. Jesy Nelson est inspirée par les Spice Girls, TLC et Missy Elliott. Leigh-Anne Pinnock se dit être inspirée par Rihanna et Mariah Carey. Jade Thirlwall cite Diana Ross comme sa chanteuse préférée. En tant que groupe, leur inspiration musicales sont plutôt Beyoncé, Michael Jackson, Destiny's Child, En Vogue, Rihanna et Taylor Swift,.

## Autres

### Uncancelled
Après l'annulation de la tournée de l'été 2020 en raison de la pandémie de COVID-19, le groupe annonce sur les réseaux sociaux, effectuer un concert virtuel, intitulé Little Mix Uncancelled (stylisé Little Mix UNCancelled). Le concert est en direct et révèle deux nouvelles chansons telles que Break Up Song et Holiday. Le concert est nommé aux MTV Europe Music Awards 2020 pour le meilleur concert virtuel, une catégorie spécialement créée à la suite de la pandémie.

### The Search
Le 17 octobre 2019, le groupe annonce lancer une série de talents sur la chaîne télévisée BBC One intitulée Little Mix The Search, dans laquelle de nouveaux groupes sont créés et les gagnants participent à la tournée du groupe Little Mix lors de leur tournée d'été en 2020. La série devait être diffusée en avril 2020 mais est reportée en raison de la Pandémie de Covid-19. Elle est donc diffusée le 26 septembre 2020 et le gagnant doit faire la première partie du groupe lors de son Confetti Tour en 2022.

### Produits et partenariats
En mai 2012, un paquet de M&M's est commercialisé sur le thème du drapeau de l'Union Jack et le groupe effectue un concert dans le magasin M&M's World à Londres. La même année, le groupe publie leur premier livre, intitulé Ready to Fly. Le titre est une référence à leur premier single. Le livre est publié par HarperCollins et retrace le parcours du groupe depuis son audition pour l'émission The X Factor. En novembre 2012, les filles signes un accord avec le fabricant de jouets Vivid et le distributeur de musique Bravado pour lancer une gamme de produits comprenant des poupées, des puzzles, des accessoires et des jeux. Little Mix dévoile également une gamme de vêtements pour enfants avec Primark. La collection est destinée aux 7-13 ans et est composée d'accessoires, de Tee-shirt, de leggings et de pyjama.
En 2013, le groupe fait la promotion de la teinture capillaire Schwarzkopf Live Colour XXL dans le clip How Ya Doin'?. Le groupe collabore avec la marque Elegant Touch pour commercialiser des faux ongles dans les boutiques New Look. En septembre 2013, elles lancent une gamme de maquillage avec la marque Collaboration.
Little Mix s'associe avec la marque Vibe Audio et sortent des écouteurs avec un zip au nom du groupe en mai 2014. En 2015, elles lancent leur premier parfum intitulé « Gold Magic ». En décembre 2015, le groupe annonce être les ambassadrices mondiales de la marque de fitness USA Pro. Deux ans après le lancement de leur premier parfum, elles commercialisent un deuxième parfum nommé « Wishmaker ». En 2018, le groupe collabore avec la marque de shampoing sec COLAB. Plus tard dans l'année, elles commercialisent des produits de soins de la peau en édition limitée en partenariat avec Simple, une marque de soins de la peau appartenant à Unilever. Le partenariat entre Little Mix et Simple se poursuit en 2019 et en 2020, afin de soutenir l'association caritative de lutte contre le harcèlement scolaire Ditch the Label qui vise à lutter contre le Cyberharcèlement. Le groupe lance également la campagne Choose Kindness avec la marque et une nouvelle gamme de soins de la peau. En septembre 2018, Little Mix sort sa deuxième ligne de maquillage, LMX Beauty, avec la marque Boots UK. Le 7 novembre 2019, le groupe sort sa première collection de vêtements avec PrettyLittleThing.

### Militantisme
Le groupe est sensible aux problèmes liés aux inégalités et prône le féminisme en luttant contre le sexisme apparent dans l'industrie musicale,,. Elles soutiennent également le mouvement Black Lives Matter ainsi que la communauté LGBTQ+,,,,,.
Les paroles de leurs chansons parlent de féminisme, de Body positive et de confiance en soi,. Elles n'hésitent pas à dénoncer dans leurs clips le sexisme et le Cyberharcèlement tel que dans la chanson Strip où les chanteuses apparaissent nues avec des insultes écrites en noir sur leur corps,.
L'ancienne membre du groupe, Jesy Nelson, révèle dans un documentaire réalisé par la BBC que le cyberharcèlement l'a poussée à faire une tentative de suicide,.

## Discographie

### Albums
- DNA
- Salute
- Get Weird
- Glory Days
- LM5
- Confetti
- Between Us

## Tournées

### Tournées principales
- DNA Tour (2013)
- The Salute Tour (2014)
- The Get Weird Tour (2016)
- The Glory Days Tour (2017)
- Summer Hits Tour 2018 (2018)
- LM5: The Tour (2019)
- The Confetti Tour (2022)

### Premières parties
- Demi Lovato – The Neon Lights Tour (2014)
- Ariana Grande - Dangerous Woman Tour (2017)

## Récompenses
Little Mix a reçu un certain nombre de récompenses notables, parmi lesquelles figurent trois Brit Awards, six MTV Europe Music Awards, un IHeartRadio Music Awards, six Global Music Awards, quatre Glamour Awards et un British LGBT Award. Lors des Brit Awards 2017, elles remportent leur tout premier prix pour le meilleur single britannique avec Shout Out to My Ex. En 2019, elles gagnent un prix voté par les fans pour la vidéo de l'artiste britannique de l'année, faisant d'elles le premier groupe de filles à remporter ce prix depuis les Spice Girls en 1997. Lors des Brit Awards de 2021, elles sont devenues le premier groupe de filles à remporter le prix du meilleur groupe britannique. En 2021, elles reçoivent le prix « Women of the Year Gamechangers in Music » lors des Glamour Awards.